# Kupa (Delnice)
Kupa je pogranično naselje u Hrvatskoj u sastavu Grada Delnica. Nalazi se u Primorsko-goranskoj županiji.

## Zemljopis
Nalazi se na istočnoj obali rijeke Kupe. Preko rijeke je Slovenija. Sjeverozapadno u Sloveniji su naselja Slavski Laz, Padovo pri Fari, Krkovo nad Faro, Gotenc i Vrh pri Fari, sjeverno u Hrvatskoj je Planica, sjeveroistočno su Kocijani, istočno-jugoistočno su Podstene, jugoistočno su Šepci Podstenski i Pauci, jugozapadno je Čedanj.

## Stanovništvo
| broj stanovnika | 70    | 78    | 72    | 75    | 32    | 40    | 38    | 83    | 25    | 24    | 23    | 18    | 11    | 14    | 11    | 8     | 5     |
|                 | 1857. | 1869. | 1880. | 1890. | 1900. | 1910. | 1921. | 1931. | 1948. | 1953. | 1961. | 1971. | 1981. | 1991. | 2001. | 2011. | 2021. |